# Лагерь Каствей
Лагерь Каствей — военный лагерь в Кус-Бей, штат Орегон, США.

## История
Лагерь был возведён оставшимися в живых после крушения американской транспортной шхуны «Captain Lincoln» 3 января 1852 года. Во время шторма на пути из Сан-Франциско в Форт-Орфорд в судно попала вода, и чтобы избежать затопления, капитан решил посадить корабль на мель к северу от мыса Араго. Все из примерно 30 военнослужащих и членов экипажа корабля пережили крушение, большая часть также груза была спасена. 
В то время в заливе Кус не было никаких американских поселений, поэтому командир лейтенант Генри Стентон решил создать лагерь для защиты груза, пока он не мог быть доставлен в форт Орфорд, примерно в 50 милях к югу от побережья Орегона. Войска и экипаж использовали части шхуны, чтобы построить тентовые конструкции для жилья и защиты груза от дождей и песка; временный лагерь получил название «Каствей». Лагерь существовал в течение четырёх месяцев в открытых дюнах при помощи коренных американцев из племени Чюс, которое обменивало «колонистам» свежие продукты на серебро, печенье и другие спасённые товары.

## Раскопки
Археологические остатки Каствея были обнаружены археологом Скоттом Бирамом во время обследования в марте 2010 года с использованием архивных записей 150-летней давности и карт, которые он изучал в архивах Службы береговой охраны США в Мэриленде. Впоследствии он был назначен главой археологических раскопок в Орегоне. Участок расположен на земле, находящейся в ведении Бюро землеустройства района Кус-Бэй. После этого открытия археолога Стив Сэмюэлс собрал команду из Института Орегона, куда вошли местные индейцы; при их содействии удалось найти остатки лагеря. Ведущий археолог Марк Твесков пришёл к выводу, что это был именно лагерь Каствей благодаря найденным предметам. Полный отчёт этих раскопок был опубликован осенью 2014 года.